# Robert Mertens
Robert Friedrich Wilhelm Mertens (1 de diciembre de 1894 – 23 de agosto de 1975) fue un  herpetólogo alemán. Es el epónimo del geco Phelsuma robertmertensi, como lo es también del varano acuático Varanus mertensi, y de siete especies más; también postuló el mimetismo mertensiano.

## Biografía
Nacido de San Petersburgo, Rusia, Mertens se muda a Alemania y asiste a la Universidad de Leipzig, obteniendo, en 1916, su Ph.D. en zoología.

## Carrera
Después de trabajar, por varios años, en el Museo Senckenberg de Historia Natural de Frankfurt, Mertens sería, en 1932, profesor en la Universidad Johann Wolfgang Goethe. En su calidad de curador del museo (encargado de sus colecciones), y también por los diversos puestos que ocupó en la Universidad, pudo viajar mucho y estudiar lagartos (en particular varánidos, lacértidos, y geckos) en muchos países diferentes, incluyendo Indonesia, Namibia o El Salvador.
Fue autor de varios libros sobre zoología, incluyendo, el de 1952 La Vie des Amphibiens et Reptiles, con una traducción al inglés The World of Amphibians and Reptiles, publicada en 1960. Mertens describió al menos 59 especies de reptiles y numerosos anfibios.

## Honores

### Eponimia
Además, al menos ocho especies de reptiles han sido nombradas con su epónimo, e.g., Varanus mertensi, un lagarto monitor.

## Fallecimiento
Fue mordido mortalmente, a sus 80 años, por una serpiente, una Thelotornis capensis, que mantenía en casa como animal doméstico, mientras alimentaba a la mascota.

## Abreviatura (zoología)
La abreviatura Mertens  se emplea para indicar a Robert Mertens como autoridad en la descripción y taxonomía en zoología.

- Datos: Q70068
- Multimedia: Robert Mertens / Q70068
- Especies: Robert Mertens